# Bill Durnan
William Ronald Durnan, detto Bill (Toronto, 22 gennaio 1916 – 31 ottobre 1972), è stato un hockeista su ghiaccio e allenatore di hockey su ghiaccio canadese professionista, che giocava nel ruolo di portiere, noto per la sua lunga militanza con i Montréal Canadiens, con cui ha vinto due Stanley Cup.

## Carriera
È considerato tra i migliori portieri di tutti i tempi, avendo vinto sei Vezina Trophy. Nel 1964 è stato inserito nella Hockey Hall of Fame. È morto nel 1972 per una insufficienza renale: da tempo soffriva di diabete.
Fino al 2009 è stato l'ultimo portiere ad essere capitano di una squadra, poiché l'NHL, nel 1948, a causa dei suoi comportamenti, inserì una nuova regola per cui i portieri non potevano capitanare una formazione; tuttavia, all'inizio della stagione 2009-2010, Roberto Luongo, portiere dei Vancouver Canucks, è stato nominato capitano della franchigia.